# Blacksås
Blacksås är ett berg 457 meter högt, och ett naturreservat i Hudiksvalls kommun i Hälsingland.
Naturreservatet är 219 hektar stort och är skyddat sedan 2006. Här finns varierande skogstyper och i branterna växer en lövrik blandskog. Från bergets topp är utsikten magnifik.
Det påstås att en jätte en gång bott här. Nedanför berget finns Blacksåsvallen och en sjö (Blacksåstjärn) som ser ut som ett fotavtryck. Enligt legenden bor gruvfrun på Blacksås. Blacksåsberget är omskrivet i Selma Lagerlöfs berättelse om Nils Holgerssons underbara resa genom Sverige.
Konstnären Bror-Eric Bergqvist (1944–2013) har vid flera tillfällen målat av Blacksås.